# Puntamba
Puntamba (Marathi: पुणतांबा) ist eine etwa 13.500 Einwohner zählende Kleinstadt im Distrikt Ahmednagar im indischen Bundesstaat Maharashtra.

## Lage
Puntamba liegt auf dem Südufer des Godavari-Flusses auf dem Dekkan-Plateau in einer Höhe von knapp 500 m. Die Distrikthauptstadt Ahmednagar befindet sich ca. 84 km (Fahrtstrecke) südlich. Das Klima ist subtropisch warm; Regen fällt vor allem in der sommerlichen Monsunzeit.

## Bevölkerung
Die zumeist Marathi sprechende Bevölkerung besteht zu ca. 95 % aus Hindus und zu knapp 5 % aus Moslems; andere Religionen spielen auf dem Lande kaum eine Rolle. Der männliche Bevölkerungsanteil ist um ca. 3 % höher als der weibliche.

## Wirtschaft
Die Landwirtschaft bildet seit Jahrhunderten die Grundlage des (Über-)Lebens in der felsigen und teilweise steppenartigen Region; in der Kleinstadt selbst haben sich auch Kleinhändler, Handwerker sowie Tagelöhner angesiedelt.

## Geschichte
Die Geschichte des Ortes geht möglicherweise zurück auf einen um 200 v. Chr. in Pratiṣṭhāna (heute Paithan) residierenden König mit Namen Shalivahana. Ansonsten blieb die eher karge Region außerhalb des Interesses der jeweiligen Machthaber. Es wird berichtet, dass die Marathenkönigin Ahilyabai Holkar im 18. Jahrhundert die stadtnah gelegenen Ufer der Godavari mit Treppen (ghats) befestigen hat lassen.

## Sehenswürdigkeiten
- Die Altstadt war ehemals von einer Mauer umgeben, von der jedoch nur geringe Reste erhalten sind.
- Es gibt noch mehrere ältere Häuser, die einen Hof einschließen (vadas).
- Von regionaler Berühmtheit ist der neuzeitliche Changdeo-Tempel, in welchem die Figur eines meditierenden heiligen Mannes (Changdeo) verehrt wird; zu seinen Seiten wachen ein Tiger und eine Kobra.

## Sonstiges
Am 1. Juni 2017 begannen die Bauern des Ortes mit einem Liefer-Boykott von landwirtschaftlichen Produkten in die Städte des Umlands. Sie begründeten ihren Streik mit den Forderungen nach besseren Preisen, dem Erlass von Krediten bzw. Zinsen und sozialer Absicherung. Dem Streik schlossen sich andere Landgemeinden an, was letztlich zu einer Erhöhung der Lebensmittelpreise im ganzen Land führte.